# محيي الدين بن قرناص
محي الدين بن قرناص أديبٌ وشاعر وقاضٍ، من الشام من أهل حماة، من بيت معروف بالفضل والأدب، عاش في القرن السابع الهجري، في عداد الأدباء المغمورين بل المنسيين.

## اسمُهُ وكنيتُهُ ولقبُهُ
هو أحمد بن محمد بن محمد بن علي بن هبة اللَّه بن أحمد بن هبة الله بن علي بن الحسين بن محمد بن علي بن جعفر بن عبيد الله بن طاهر بن الحسين بن مصعب بن زريق بن ماهان، المعروف بابن قرناص الحموي، كنيته أبو الفضل، وأبو العباس، أما لقبه فهو الدُّوباش، ويقال له ابن قرناص شهرةً لجدِّه الأعلى هبة الله بن علي المعروف بقرناص.

## مولدُهُ ونشأته
ولد محي الدين بن قرناص في حماة، وبها نشأ، ولم تشر المصادر إلى سنة ولادته، والمظنون أنّه ولد في العقد الأول من القرن السابع الهجري. ونشأ في أسرة كريمة، وبيت معروف، اتصل بالأيوبيين وأخلص في خدمتهم، وتولّى في زمنهم ديوان الإنشاء، وهو منصب لا يتولاه إلاّ من أتقن الكتابة، ومهر فيها، ووفق في عمله كلّ التوفيق، وتقلّد بعض المناصب المهمة في الدولة، فقد تولّى منصب القضاء بحماة؛ لهذا كان يلقب بالقاضي.

## ثقافتُهُ
مارس الأدب حتّى شبّ شاعرًا مبدعًا، وكاتباً بارعًا. وكان عارفاً بعلوم اللغة العربية وآدابها معرفة جيدة ومتقنة، وأكبّ على دواوين الشعراء الذين سبقوه، ويستوعب ويضمّن شعره من أشعارهم. كان محي الدين بن قرناص موضع إجلال واحترام من لدن أصحاب السلطان في بلاد الشام، وكتب الرسائل الديوانية والأخوانية. وكان يتبادل الرسائل مع كثيرٍ من أصدقائه ومعارفه، أمثال: القاضي تاج الدين بن الأثير، وابن خلّكان، وابن العديم.

## أدبه

### نثره
- | محيي الدين بن قرناص | وسار في فرسان كالأسود، إلا أن براثنها السلاح، وجنود كالطيور، إلا أنها تسبق الرياح، حتى أتى فلانة، ورتب عليها نوب اليزك، للمخايلة لا للمخاتلة، وانتظر أن يخرج إليه صاحبها متضرعا، أو يقصد إليه متخضعا، لأنه إنما قصده غضبا لله، لما انتهكه من محارمه، وأقامه لما رأى العدل الذي شرع في هدم معالمه؛ وشفقة على خلق الله الذين بسط عليهم منذ وليهم أيدي مظالمه؛ فلما أبى إلا الطغيان، والتمادي في مهالك العصيان، واغتر بأصحابه الذين هم معه بأجسامهم وعليه بقلوبهم، ووثق برعاياه الذين كانوا أوقعوا معه بذنوبهم، لصق الجيش المنصور بالسور المقهور، فدنا وتدلى، ورأى الخصم عين القصم، فعبس وتولى، فكشفت الستور، وهتكت حجابه، وتبرج كل برج فحسر الزراقون لثامه، وأماطت النقابون نقابه، وطلعت على الأسوار المنيفة من الأعلام الشريفة كل راية صفراء فاقع لونها تسر الناظرين، وأيد الله الذين آمنوا على عدوهم فأصبحوا ظاهرين. | محيي الدين بن قرناص |
- | محيي الدين بن قرناص | فلم تر إلا شجرة قائمة على أصولها، وكروما خاوية العروش، وسقيط البلح المبثوث، وجبالا كالعهن المنفوش. | محيي الدين بن قرناص |

## وفاته
ظلّ ابن قرناص يعمل قاضيًا على حماة حتى أدركته منيته سنة 675هـ، وقيل سنة 685هـ.